# Bulbophyllum metonymon
Bulbophyllum metonymon är en orkidéart som beskrevs av Victor Samuel Summerhayes. Bulbophyllum metonymon ingår i släktet Bulbophyllum och familjen orkidéer. Inga underarter finns listade i Catalogue of Life.